# Fitoiro (Chandreja de Queija)
Fitoiro (llamada oficialmente San Paio de Fitoiro) es una parroquia y un lugar español del municipio de Chandreja de Queija, en la provincia de Orense, Galicia.

## Toponimia
La parroquia también es conocida por el nombre de San Pelagio de Fitoiro.

## Organización territorial
La parroquia está formada por una entidad de población:
- Fitoiro

## Demografía
Gráfica demográfica del lugar y parroquia de Fitoiro según el INE español:
| Gráfica de evolución demográfica de Fitoiro entre 2000 y 2022 |
|                                                               |
| Datos según el nomenclátor publicado por el INE.              |